# Gustave Doret
Gustave Doret, född 20 september 1866 i Aigle, död 19 april 1943 i Lausanne, var en schweizisk musiker. 
Doret utbildades som violinist (under Joseph Joachim) och kompositör (under Jules Massenet), verkade som orkesterdirigent i Paris och fick där och i Schweiz olika operor och körverk uppförda (bland annat ett oratorium, legenden Loys och La fête des vignerons).